# Магнум (сериал, 1980)
„Магнум“ (на английски: Magnum P.I.) е американски криминален драматичен сериал, с участието на Том Селек в ролята на Томас Магнум, частен следовател, в който живее е Оаху, Хавай.
Сериалът се излъчва през 1980 до 1988 г., по време на първото му излъчване в американския канал CBS. Според оценките на Nielsen, „Магнум“ последователно се класира в първите двадесет американски телевизионни програми през първите пет години от първоначалното си изпълнение в Съединените щати.
На 24 септември 2018 г. се излъчва и римейк със същото име по CBS.

## В ролите
| Роля            | Изпълнител    |
| --------------- | ------------- |
| Томас Магнум    | Том Селек     |
| Джонатан Хигинс | Джон Хилърман |
| Тиодор Калвин   | Роджър Мосли  |
| Рик             | Лари Манети   |

## В България
В България сериалът се е излъчвал по Диема с български дублаж. В него участват Веселин Калановски и Мартин Герасков.